# Parafia Świętej Rodziny w Wałbrzychu
Parafia Świętej Rodziny w Wałbrzychu – parafia rzymskokatolicka w Wałbrzychu, znajdująca się w dekanacie Wałbrzych (północ) w diecezji świdnickiej.
Powstała ona z wyłączenia z parafii św. Jerzego w Wałbrzychu. Została erygowana 23 kwietnia 1997. Pierwsza msza święta i inauguracja parafii dokonała się 10 maja 1997. W 2001 rozpoczęto budowę kościoła parafialnego. W międzyczasie msze były odprawiane w kaplicy parafialnej.
Od 1997 roku proboszczem parafii jest ks. Mirosław Krasnowski. 
10 czerwca 2018 został uroczyście poświęcony nowy kościół parafialny. Konsekracji dokonał ks. biskup Ignacy Dec. 